# Садиба на Кудрявці
Садиба на Кудрявці (до 1 березня 2023 — Музей побуту Києва першої половини ХІХ століття; до 3 березня 2022 р. — Музей Олександра Пушкіна) — музей у Києві на Кудрявці, філія Музею історії Києва, що відтворює атмосферу життя містян в типовій міській садибі та показує самобутність й національну специфіку Києва ХІХ — початку ХХ століть.

## Історія
Садиба була зведена у 1816 та добудована у 1850-х роках. Наприкінці доби радянської окупації Києва невелика садиба перебувала у жалюгідному стані, але на початку доби Незалежності її відбудувати й розмістили тут літературний музей російського поета та співця російського імперіалізму Олександра Пушкіна, попри те, що Пушкін жодного разу не був у цьому приміщенні.
Відкриття музею Олександра Пушкіна в Києві відбулося у травні 1990 року, через те що свою колекцію, пов'язаних з Пушкіним речей, передав місту колекціонер Яків Бердичевський. Приміщення для музею довго не виділяли. Після того, як музей Пушкіна в 1999 році приєднали до Музею історії Києва, міська рада виділила під музей будинок на вулиці Кудрявській, 9.

## Експозиція
Основну частину колекції музею складають експонати першої половини ХІХ століття. Серед найцінніших експонатів — книги з авторськими підписами друзів та сучасників Пушкіна, політичні праці відомих державних діячів того часу.
У колекції музею є прижиттєві видання творів поета, зокрема окремі розділи роману «Євгеній Онєгін». Цей роман видавався частинами (їх називали «зошити») протягом семи років, поки в березні 1833 роки не побачив світ повний (але цензурований) текст твору (це видання також займає своє почесне місце в експозиції). В музеї також є перші видання «Руслана та Людмили», «Південних поем», «Бахчисарайського фонтану», «Кавказького бранця».
В музеї є статуя поета в повний, виконана скульптором Олександром Теребенєвим в 1837 році. Матеріал, з якого зроблена статуетка, — це суміш подрібнених мінералів, яка називається «бісквіт». Статуетку придбали за 300 доларів у дружини невідомого скульптора. Є видання журналу «Современник», над яким працював Пушкін. На журналі є цензорський дозвіл Крилова.
Також у колекції є книга Наполеона Бонапарта, яку полководцеві подарував його хірург Сабатьє.